# 羅東街

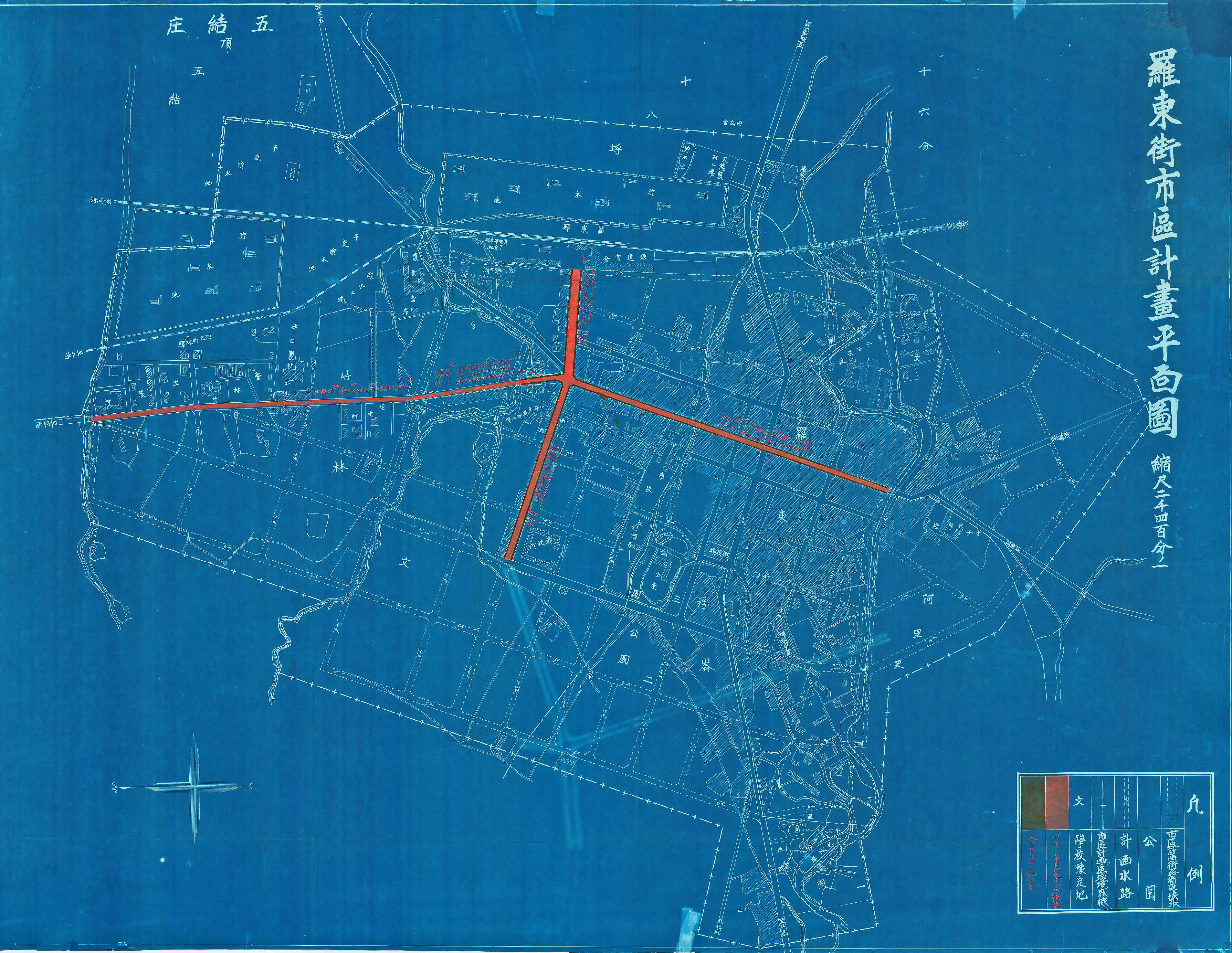
羅東街市區計畫平面圖 (1930年代)

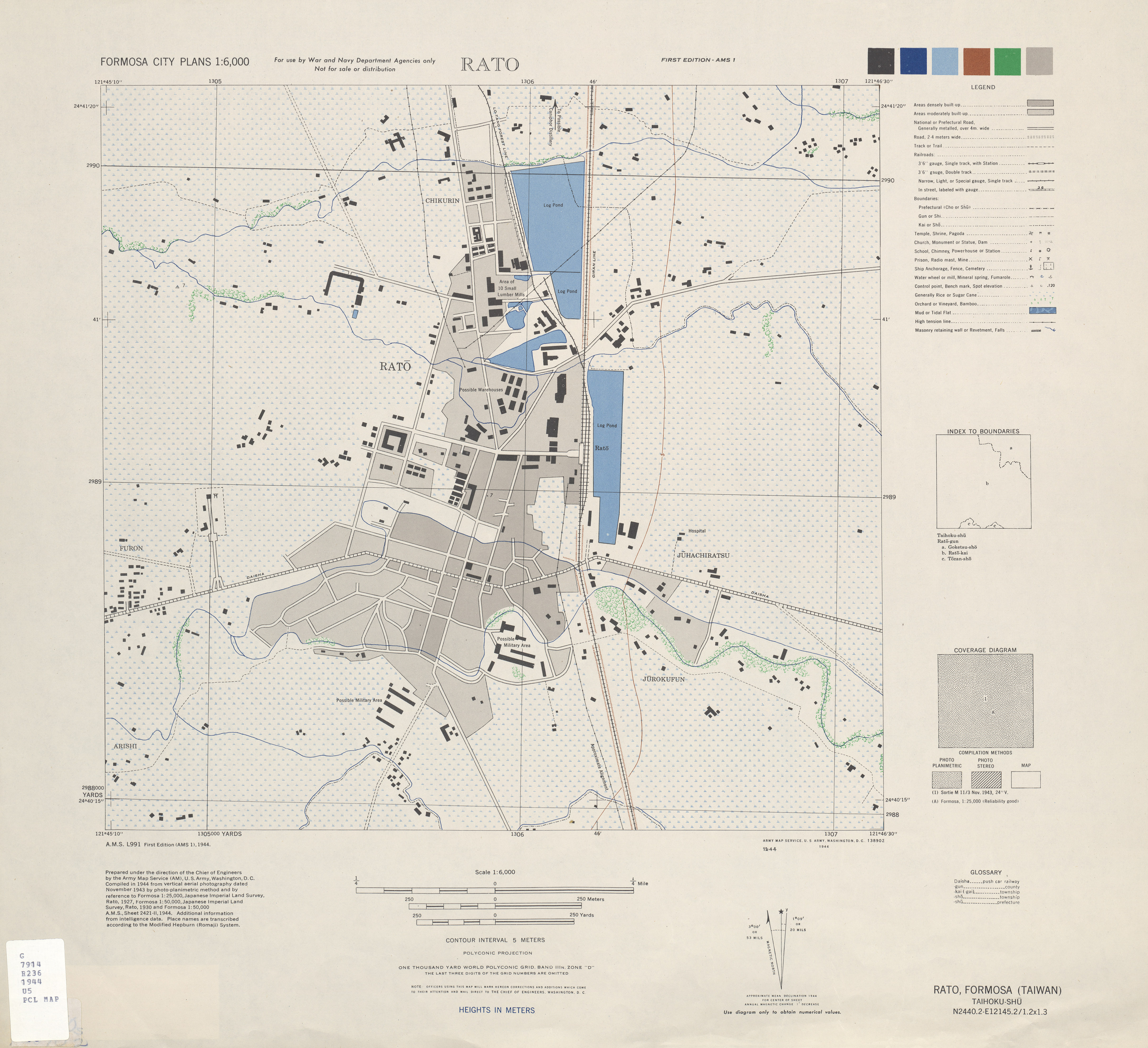
羅東市區(1944年)

羅東街為臺灣日治時期1920年10月至1945年10月間存在之行政區，轄屬台北州羅東郡。今宜蘭縣羅東鎮。

羅東街

## 行政區劃
羅東街在清治時期及日治時期初期原屬羅東堡、清水溝堡的街庄，在1896年6月23日隸屬臺北縣宜蘭支廳，在1897年6月10日隸屬宜蘭廳。1898年6月28日，隸屬「羅東辨務署」。1900年10月1日，宜蘭廳分支機構「辦務署」改為「出張所」；同年12月17日，宜蘭廳實施街庄整併，羅東地區整併為以下9街庄：
- 羅東堡：羅東街、阿里史庄、竹林庄、十六份庄、十八埒庄、月眉庄、打那岸庄
- 清水溝堡：北成、歪仔歪庄

1901年1月11日，宜蘭廳的區管轄範圍調整，羅東地區劃分為第7、10區；同年11月11日，宜蘭廳改設頭圍、羅東、叭哩沙支廳，羅東地區隸屬「羅東支廳」。1903年5月1日，羅東地區改編為第10、12區。1905年7月6日，區的名稱由數字改為地名。1920年10月1日，原堡里之行政區廢除，街庄改為大字；前述9庄合併為臺北州羅東郡「羅東街」，轄域內分為羅東、阿里史、竹林、十六分、十八埒、月眉、打那岸、北成、歪子歪等9個大字。
- 歪子歪大字下，有「歪子歪」、「頂一結」等小字。
- 阿里史大字下，有「阿里史」、「浮崙」等小字。
- 北城大字下，有「北城」、「北投」等小字。

二戰後，羅東街在1946年改為臺北縣羅東區羅東鎮，在1950年改為宜蘭縣羅東鎮。
| 原街庄             | 1901年 | 1903年 | 1905年-1920年 | 1905年-1920年 | 1920年-1945年 | 1920年-1945年 | 1946年- |
| 原街庄             | 區     | 區     | 區            | 庄            | 街庄          | 大字          | 鄉鎮    |
| ------------------ | ------ | ------ | ------------- | ------------- | ------------- | ------------- | ------- |
| 羅東街、紅瓦厝庄   | 第7區  | 第12區 | 羅東區        | 羅東街        | 羅東街        | 羅東          | 羅東鎮  |
| 浮崙庄、阿里史庄   | 第7區  | 第12區 | 羅東區        | 阿里史庄      | 羅東街        | 阿里史        | 羅東鎮  |
| 竹林庄             | 第7區  | 第12區 | 羅東區        | 竹林庄        | 羅東街        | 竹林          | 羅東鎮  |
| 十六份庄           | 第7區  | 第12區 | 羅東區        | 十六份庄      | 羅東街        | 十六分        | 羅東鎮  |
| 十八埒庄           | 第7區  | 第12區 | 羅東區        | 十八埒庄      | 羅東街        | 十八埒        | 羅東鎮  |
| 打那美社、月眉庄   | 第7區  | 第12區 | 羅東區        | 月眉庄        | 羅東街        | 月眉          | 羅東鎮  |
| 打那岸庄、打那岸社 | 第7區  | 第12區 | 羅東區        | 打那岸庄      | 羅東街        | 打那岸        | 羅東鎮  |
| 北成庄、北投庄     | 第10區 | 第10區 | 清水溝區      | 北成庄        | 羅東街        | 北成          | 羅東鎮  |
| 歪仔歪庄、頂一結庄 | 第10區 | 第10區 | 清水溝區      | 歪仔歪庄      | 羅東街        | 歪子歪        | 羅東鎮  |

## 歷屆街長
| 任次 | 肖像 | 姓名 (生–卒)       | 在任時間      | 在任時間       | 備註                     |
| ---- | ---- | ------------------ | ------------- | -------------- | ------------------------ |
| 1    |      | 陳純精 (1878–1944) | 1920年9月1日  | 1941年4月21日  | 立法委員陳文茜之曾祖父   |
| 2    |      | 武生玉藏 (1882–？) | 1941年4月21日 | 1945年10月25日 | 原任臺北州新莊郡鷺洲庄長 |

#### 附註
1. ↑  原宜蘭廳羅東區長。
2. ↑  原臺北州新莊郡鹭洲庄長。

## 人口
| 大字別 | 內地人 | 台灣人 | 朝鮮人 | 中華民國人 | 小計   |
| ------ | ------ | ------ | ------ | ---------- | ------ |
| 羅東   | 334    | 6,460  | 19     | 132        | 6,945  |
| 阿里史 | 34     | 2,919  | 0      | 27         | 2,980  |
| 竹林   | 930    | 2,343  | 0      | 58         | 3,331  |
| 十六分 | 93     | 2,058  | 0      | 13         | 2,164  |
| 十八埒 | 169    | 2,032  | 11     | 17         | 2,229  |
| 月眉   | 0      | 503    | 0      | 0          | 503    |
| 打那岸 | 0      | 282    | 0      | 0          | 282    |
| 北成   | 0      | 1,426  | 0      | 0          | 1,426  |
| 歪子歪 | 0      | 919    | 0      | 0          | 919    |
| 小計   | 1,560  | 18,942 | 30     | 247        | 20,779 |

## 交通

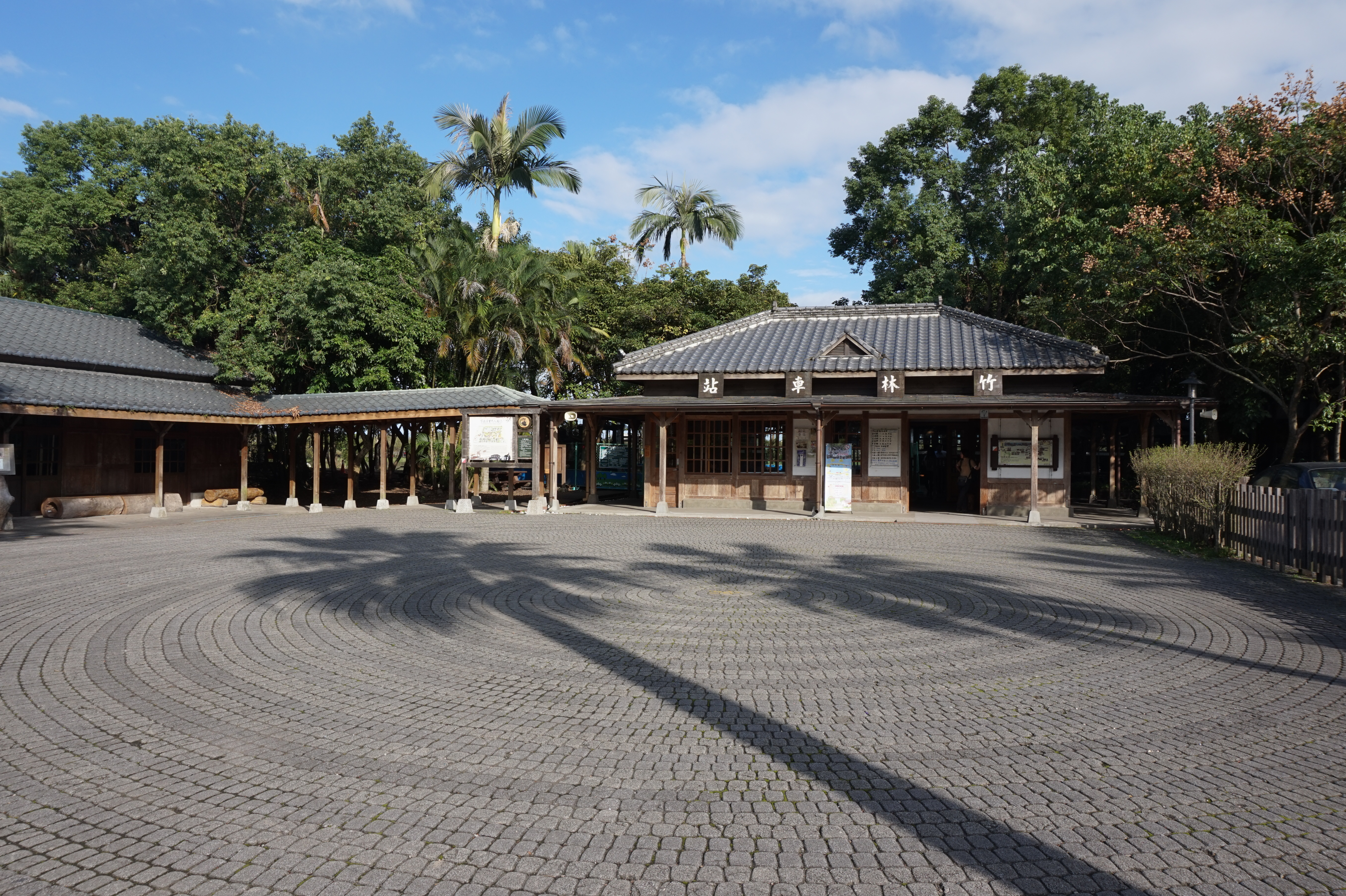
竹林車站

- 宜蘭線：羅東車站
- 營林所羅東線：竹林車站竹林車站

## 設施

### 官公署

羅東街役場

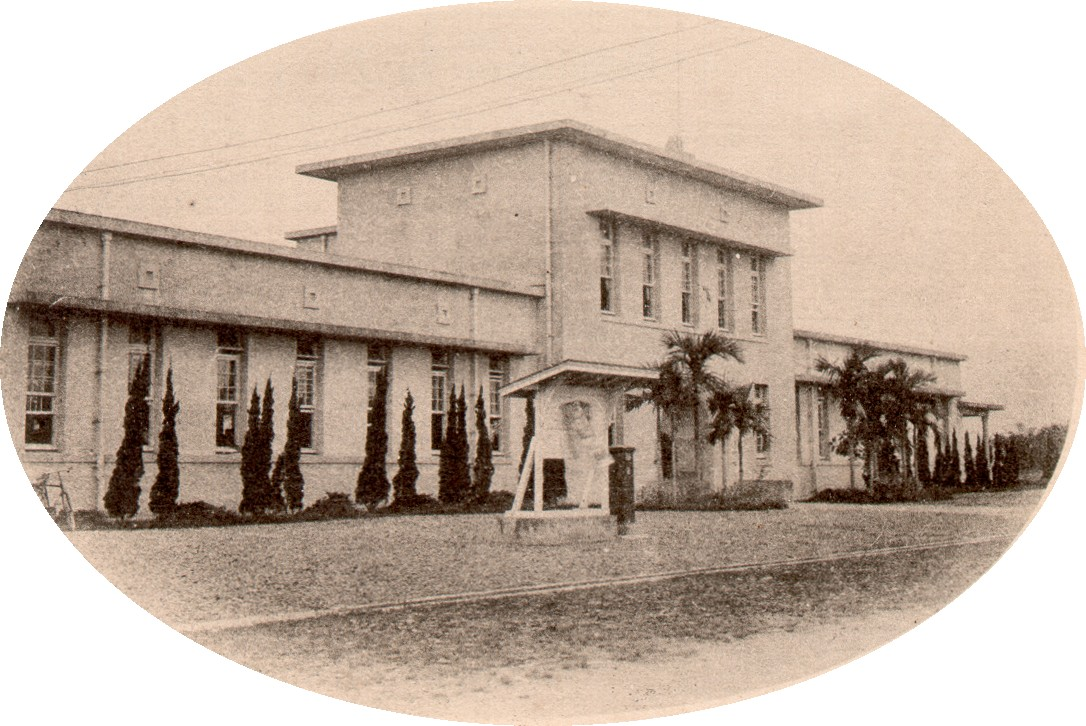
羅東郡役所

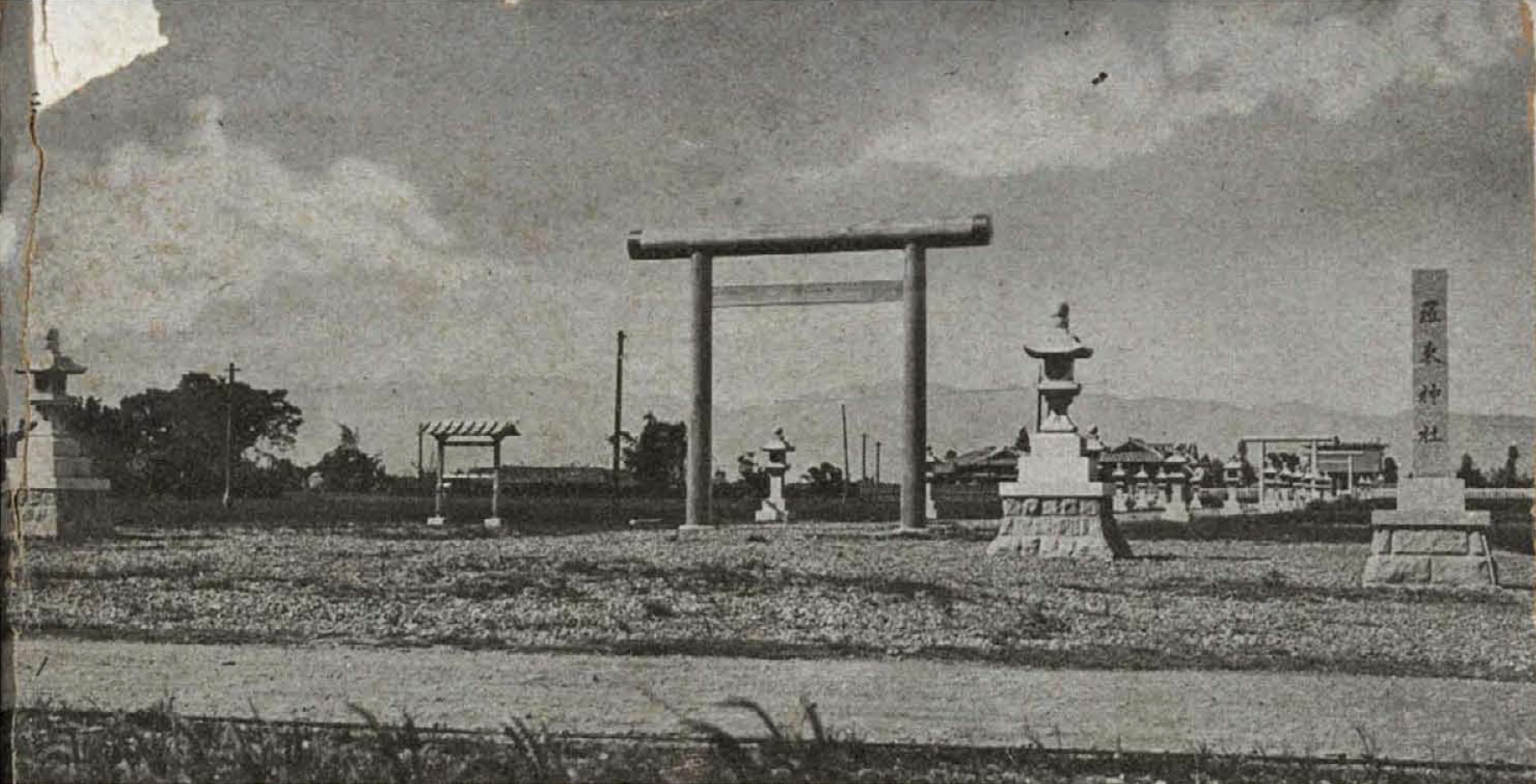
羅東神社

- 羅東街役場羅東街役場
- 羅東郡役所羅東郡役所
- 羅東郵便局
- 臺北地方法院羅東出張所
- 營林所羅東出張所（今羅東林業文化園區）
- 羅東水利組合
- 羅東俱樂部
- 羅東農業倉庫
- 羅東消防組
- 羅東神社羅東神社
- 羅東水道

### 學校
- 羅東尋常高等小學校→羅東國民學校（原址為羅東民生市場）
- 羅東公學校→明治國民學校（今羅東國小）
- 羅東女子公學校→曙國民學校（今成功國小）

### 其它
- 西本願寺羅東布教所（位在今羅東中山公園）
- 淨土宗羅東教會所
- 羅東圖書館（1925年設立）
- 羅東公會堂（1923年設立，位在今羅東中山公園）
- 羅東水泳場（1922年設立）
- 臺灣商工銀行羅東支店
- 羅東信用販賣購買利用組合（羅東鎮農會前身）
- 宜蘭殖產株式會社
- 國際通運株式會社羅東出張所
- 清水組羅東出張所
- 三星自動車合資會社
- 臺灣電力株式會社羅東電化工場（戰後成為台肥第一廠羅東分廠）
- 臺灣興業株式會社
- 天龍木材株式會社臺北支店羅東出張所
- 蘭陽自動車株式會社[10]